# Langschnabel-Rabenkakadu
Langschnabel-Rabenkakadu (Zanda baudinii, Synonym: Calyptorhynchus baudinii) auch Baudins Weißohr-Rabenkakadu ist eine in Australien beheimatete Papageienart. Sie weist große Ähnlichkeit mit Weißschwanz-Rabenkakadu auf. Allerdings hat sie einen schmaleren Schnabel mit einer auffällig verlängerten Spitze. Langschnabel-Rabenkakadus können den Schnabel ähnlich wie Palmkakadus nicht so schließen, dass beide Schnabelhälften lückenlos aufeinander liegen. Der Schnabel berührt sich lediglich an der Spitze des verlängerten Unterschnabels. Die beiden Arten unterscheiden sich außerdem durch ihr Verbreitungsgebiet. Langschnabel-Rabenkakadus kommt in niederschlagsreicheren Regionen im Südwesten Australiens vor.

## Erscheinungsbild
Langschnabel-Rabenkakadus erreichen eine Körperlänge von 56 Zentimeter und ein Gewicht zwischen 620 und 760 Gramm. Sie gehören damit zu den größeren Papageienarten Australiens.
Das Gefieder von Langschnabel-Rabenkakadus ist grauschwarz. Die Federn des Körpergefieders sind grauweiß gesäumt. Wie für Rabenkakadus charakteristisch weisen die äußeren Steuerfedern eine vom übrigen Körpergefieder abweichend gefärbte Querbinde auf. Diese ist bei Langschnabel-Rabenkakadu weiß. 
Ein Geschlechtsdimorphismus besteht vor allem beim Schnabel. Männchen haben grauschwarze Schnäbel, während der der Weibchen hornfarben mit einer dunkelgrauen Schnabelspitze ist. Der Augenring ist beim Männchen rosa bis fleischfarben. Weibchen dagegen haben einen grauen Augenring. Die Iris ist bei beiden Geschlechtern dunkelbraun.

## Verbreitungsgebiet und Lebensraum

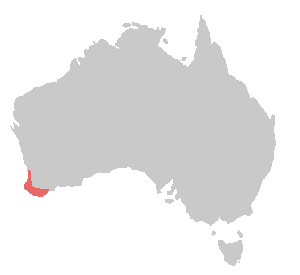
Verbreitungskarte

Das Verbreitungsgebiet von Langschnabel-Rabenkakadu ist der äußerste Südwesten Australiens. Es erstreckt sich von der Darling Range bis nach Albany im Süden. Ihr Lebensraum sind bewaldete und verhältnismäßig niederschlagsreiche Zonen. Sie nutzen nach bisherigen Erkenntnissen nur die beiden Eukalyptus-Arten Eucalyptus diversicolor und Eucalyptus calophylla als Brutbaum. Die Bedeutung von Eucalyptus calophylla ist dabei deutlich geringer als die von Eucalyptus diversicolor. Dort, wo diese Baumarten nicht vorkommen, lassen sich keine Brutversuche nachweisen.
Von den Kakadus abgesehen, die in den Wäldern im äußersten Südwesten leben, zeigen Langschnabel-Rabenkakadus eine Wanderbewegung. Sie verlassen ihr Brutareal nach der Fortpflanzungszeit in nördlicher und östlicher Richtung. Sie verlassen jedoch nicht das Verbreitungsgebiet von Eucalyptus calophylla, die für diese Art eine wesentliche Nahrungspflanze darstellt. 
Außerhalb der Fortpflanzungszeit halten sich auch Weißschwanz-Rabenkakadus im Verbreitungsgebiet von Langschnabel-Rabenkakadus auf. Beide Arten bilden in dieser Zeit gelegentlich gemeinsame Schwärme. Anders als sein naher Verwandter, Weißschwanz-Rabenkakadu, frisst Langschnabel-Rabenkakadu keine Samen der eingeführten Kiefernarten. Er hält sich aber gelegentlich auch auf Obstplantagen und Farmland auf.

## Bestand
Der Bestand an Langschnabel-Rabenkakadus betrug in den 1970er Jahren zwischen 5.000 und 25.000 Individuen. Der auf australische Papageien spezialisierte Ornithologe Joseph M. Forshaw weist jedoch darauf hin, dass solche Bestandszahlen für eine so langlebige Art nur von geringer Aussagekraft ist. Nach seiner Ansicht werden im Moment jährlich mehr Langschnabel-Rabenkakadus geschossen als nachwachsen. Nach wie vor werden auch von Australischen Behörden Abschussgenehmigungen erteilt, da diese Art in den Obstbauplantagen beträchtlichen Schaden anrichten kann.

## Verhalten
Außerhalb der Fortpflanzungszeit kann der Langschnabel-Rabenkakadu in kleinen Schwärmen beobachtet werden. Sie vergesellschaften sich in dieser Zeit gelegentlich auch mit Rotschwanz-Rabenkakadus. Die Schwärme umfassen häufig 30 bis 40 Vögel. Während der Fortpflanzungszeit halten sie sich einzeln, paarweise oder in kleinen Familientrupps auf. Diese bestehen aus den zwei adulten Elternvögeln und einem Jungvogel. 
Bevorzugte Nahrung sind die Samen von Eucalyptus calophylla. Sie nehmen außerdem holzbohrende Insekten zu sich. Die Eukalyptus-Samen stemmt diese Kakadu-Art mit ihrer verlängerten Schnabelspitze aus den Kapseln. Sie fressen außerdem Samen der Schraubenbäume sowie der von Dyandra-Arten. Sie nehmen auch Grassamen und Samen anderer, niedrig bleibender Pflanzenarten zu sich und kommen deshalb zur Futtersuche auch auf den Boden. 
Zur Fortpflanzung von Langschnabel-Rabenkakadus ist verhältnismäßig wenig bekannt, da bislang nur wenige Nester gefunden wurden. Nach Beobachtungen an in Gefangenschaft gehaltenen Vögeln dauert die Brutdauer 28 Tage. Es wird nur vom Weibchen gebrütet. Die Jungen verlassen die Nisthöhle im Alter von etwa 10 Wochen.

## Belege